# Callobius enus
Espèce
Synonymes
- Amaurobius enus Chamberlin & Ivie, 1947

Callobius enus est une espèce d'araignées aranéomorphes de la famille des Amaurobiidae.

## Distribution
Cette espèce se rencontre aux États-Unis au Washington, en Oregon, en Idaho et au Montana et au Canada en Colombie-Britannique,.

## Description
Le mâle holotype mesure 8,20 mm et la femelle paratype 11,30 mm.

## Publication originale
- Chamberlin & Ivie, 1947 : North American dictynid spiders. Annals of the Entomological Society of America, vol. 40, p. 29-55.